# Åstön (ö)
Åstön är en ö i Tynderö distrikt, Timrå kommun. På ön återfinns bland annat den tidigare småorten Åstön såväl som naturreservatet med samma namn.

## Historia
De tidigaste spåren av människor på Åstön är minst 500 år gamla. Källor från 1500-talet har beskrivit hur fiskare från Gävle varje vår förberedde sina resor till ”Norlanden” för att fiska strömming.